# Uli Edel
Ulrich Edel (Neuenburg am Rhein, Alemanha, 11 de abril de 1947) é um cineasta e roteirista alemão.
Ganhou o Bayerischer Filmpreis, em 1989, e o Globo de Ouro, em 1997.
Seus trabalhos mais conhecidos são Christiane F. – Wir Kinder vom Bahnhof Zoo (1981), As Brumas de Avalon (2001) e O Grupo Baader Meinhof (2008).

## Filmografia
- Christiane F. – Wir Kinder vom Bahnhof Zoo (1981)
- Last Exit to Brooklyn (1989)
- Body of Evidence (1993)
- Confessions of a Sorority Girl (TV) (1994)
- Rasputin: Dark Servant of Destiny (TV) (1995)
- Tyson (TV) (1995)
- Purgatory (TV) (1999)
- The Little Vampire (2000)
- As Brumas de Avalon (TV) (2001)
- King of Texas (TV) (2002)
- Evil Never Dies (TV) (2003)
- Der Ring des Nibelungen (TV) (2004)
- Houdini (TV) (2014)